# Viața Românească
Viața Românească este o revistă literară lunară editată de Uniunea Scriitorilor din România și Redacția Publicațiilor pentru Străinătate. Revista a apărut în trei serii între 1906 și 1946, iar din 1948 încontinuu, până în prezent.

## Istoric

### Primele două serii
Având un profil literar și științific, revista a apărut din martie 1906:p. 769 până în august 1916 și din septembrie 1920 până în septembrie 1940, inițial la Iași și apoi, din 1930, la București. La conducerea revistei s-au aflat Constantin Stere (pentru problemele politice), Paul Bujor și, mai târziu, dr. Ion Cantacuzino (pentru problemele științifice), Garabet Ibrăileanu (până în 1933), Mihai Ralea și George Călinescu (pentru literatură). 
În prima perioadă a apariției sale, Viața Românească a dezbătut, în genere de pe poziții poporaniste, problemele sociale și naționale ale epocii, îmbrățișând, în spiritul tradiției Daciei literare, cultura întregului teritoriu național românesc. În perioada interbelică a acordat un spațiu larg dezbaterilor democratice și antidecadente, precum și teoriei specificului național. A promovat în special creația de orientare realistă.

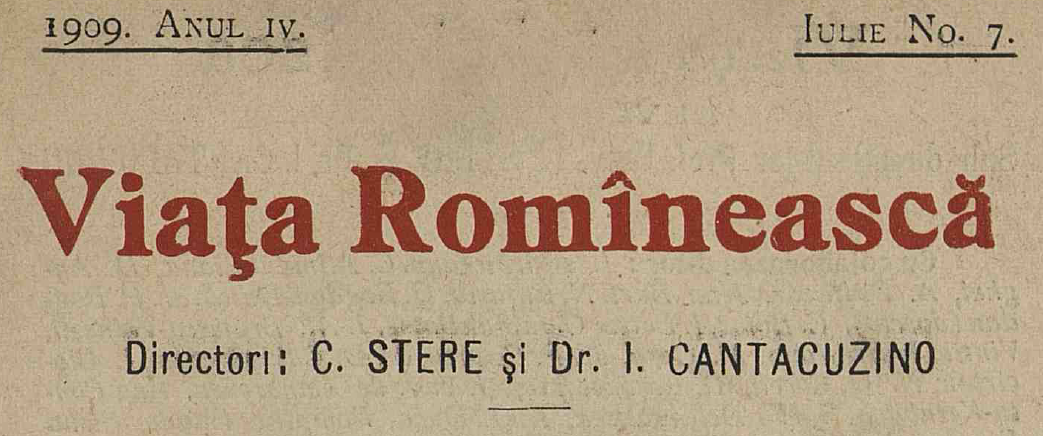
Coperta revistei Viața Românească din anul 1909

Din grupul de scriitori ai Vieții Românești au făcut parte: Calistrat Hogaș, Mihail Sadoveanu, George Topîrceanu, Alexandru A. Philippide, Ionel Teodoreanu, Alexandru O. Teodoreanu, Paul Zarifopol, Jean Bart. Pe lângă aceștia, la revistă au mai colaborat și: Ion Luca Caragiale, Barbu Ștefănescu Delavrancea, Nicolae Gane, Alexandru Vlahuță, George Coșbuc, Ștefan Octavian Iosif, Ioan Alexandru Brătescu-Voinești, Gala Galaction, Octavian Goga, Dimitrie Anghel, Cincinat Pavelescu, Tudor Arghezi, Ion Barbu, Adrian Maniu, A.D. Xenopol, Vasile Pârvan, Grigore Antipa, C.I. Parhon, Ion Simionescu, Gheorghe Ionescu-Sisești, Mihail Jora, Artur Gorovei, Iorgu Iordan, Alexandru Graur, Vera Panfil, George Meniuc ș.a.

### Seriile a treia și cea prezentă
Suprimată în 1940, Viața Românească a reapărut sub o formă de tranziție din noiembrie 1944 până în iulie 1946 sub conducerea lui Mihai Ralea și, începând din iulie 1948, ca revistă lunară de literatură a „Societății Scriitorilor din România”, iar din martie 1949 a Uniunii Scriitorilor.

## Rubrici
- Viața literaturii, Ancheta VR, Critica edițiilor, Atelier, Cronica ideilor, Cronici, Miscellanea

## Redacția actuală[3]
- Redactor-șef – Nicolae Prelipceanu
- Redactori – Liviu Ioan Stoiciu, Florin Toma
- Concepția copertei – Mihaela Șchiopu
- Tehnoredactare computerizată – Ionela Streche
- Conținut web – Nicu Ilie